# فريق الاتصال الفرنسي
فريق الاتصال الفرنسي للاستعراض الجوي، (بالإنجليزية: (The French Connection (aerobatics)‏. هو فريق استعراض جوي فرنسي يقدم عروضه في جميع أنحاء أمريكا الشمالية.

## خلفية تاريخية
كان «فريق الاتصال الفرنسي» الفريق هائًا من فرق البولينج التي قدمت عروضًا جوية لا تعد ولا تحصى في جميع أنحاء أمريكا الشمالية لما يقرب من 30 عامًا. وتألف الفريق من دانييل هيليغوين، وهو طيار سابق في سلاح الجو الفرنسي وبطل في مجال الطيران، ومونتاين ماليت، مهندس طيران ومساعده الذي أصبح فيما بعد زوجته. كان كل من دانيال ومونتاين من مواليد فرنسا؛ جاءوا إلى الولايات المتحدة من فرنسا في عام 1973 للترويج وبيع طائرة البهلوانية، و CAP-10، المصنعة من قبل شركة Avions Mudry في فرنسا. قاموا بتشغيل مدرسة للتمارين الرياضية في مطار سكاي أكريس، نيويورك، مطار مقاطعة داتشيز، نيويورك، ثم في مطار مقاطعة فلاجلر، فلوريدا. كانوا يؤدون بانتظام في عروض جوية في جميع أنحاء الولايات المتحدة وكندا حتى وفاتهم، في حادث تدريب  في 27 مايو 2000. وكان روتين «فريق الاتصال الفرنسي» الاستعراضي المفضل مكون من كان مونتاين ودانيال يطيران بطائرتهما CAP-10 في تشكيل ضيق للغاية من المظلة إلى المظلة، حرفيا وبصرف النظر، من خلال مختلف المناورات البهلوانية الشعر رفع. أحب دانيال ومونتاين أن يعلّمان وكرسوا الكثير من مهنتهم إلى التعليم البهلواني. تم تأسيس صندوق «منح الدراسية للاتصال الفرنسي» باسمهم من خلال المجلس الدولي لمؤسسة العروض الجوية.